# Операція «Червоний кинджал»
Операція «Ред даґґер» (англ. червоний кинджал) — операція, що проходила 18 днів за участі британських військ, а також за сприяння данських, естонських і афганських військовослужбовців — в районі Лашкаргах, адміністративного центру південно-афганської провінції Гільменд.
Ця операція під кодовою назвою «Сондей чара» була охарактеризована міністерством як одна з найбільших операцій британських Королівських морських піхотинців з часу вторгнення британських військ в Ірак, на весні 2003 року.
До проведення «Сондей чара» були в цілому залучено 1500 британських військовослужбовців, які діяли за підтримки авіації і важкої бронетехніки. Операція мала на меті зміцнення безпеки в районі Лашкаргаха, яке піддалося нападам з боку талібів, і створення в місті сприятливих умов для реалізації там програми реєстрації виборців. Операції заважали важкі погодні умови, дуже прохолодно було і волого, велика кількість багнюки заважала солдатам рухатись у наступ, більша частина протистояння солдати провели в окопах, як і під час Першої світової війни.
У ході «Сондей чара» були захоплені чотири укріплених району талібів і знищено близько 100 бойовиків «Талібан». З британської сторони загинули 5 військовослужбовців.
«Майже щодня ми піддавалися інтенсивному обстрілу з ручного зброї і гранатометів, а чотири рази вели бої з силами противника, який перебуває від нас на відстані 30 метрів», — розповів один з безпосередніх учасників операції капітан Дейв Глендіннінг.
«Це була дуже успішна операція, — розповів про неї командувач британської оперативно-тактичною групою в Гільменді бригадний генерал Гордон Месенджер — Вона зажадала жертв з нашого боку, і ми завжди будемо пам'ятати про внесок тих, хто загинув».